# Кривинка (село)
Кри́винка (каз. Кривинка) — село у складі Бескарагайського району Абайської області Казахстану. Входить до складу Жетіжарського сільського округу.
Населення — 370 осіб (2021; 505 у 2009, 1010 у 1999, 1105 у 1989).
Національний склад станом на 1989 рік:
- казахи — 71 %